# تل قبرستان
تل قبرستان مربوط به دوران‌های تاریخی پس از اسلام است و در شهرستان داراب، روستای دوبرجی واقع شده و این اثر در تاریخ ۲۵ اسفند ۱۳۷۹ با شمارهٔ ثبت ۳۴۱۸ به‌عنوان یکی از آثار ملی ایران به ثبت رسیده است.